# Сура Мар'ям
Сура Мар'ям (араб. سورة مريم‎) — дев'ятнадцята сура Корану. Мекканська, містить 98 аятів. Названа за іменем Діви Марії (Мар'ям).